# Bayard Rustin
Bayard Rustin, född 17 mars 1912 i West Chester i Pennsylvania, död 24 augusti 1987 på Manhattan i New York, var en amerikansk aktivistledare som verkade för medborgerliga rättigheter, socialism, pacifism och icke-våld och homosexuellas rättigheter.

## Biografi

### Barndom
Bayard Rustin var son till Archie Hopkins, immigrant från Västindien och Florence Rustin. Han föddes när Florence var 15 år och växte upp med sina morföräldrar Janifer och Julia Rustin i West Chester i Pennsylvania. Det var först som tonåring som Bayard förstod att Florence inte var äldre syster utan hans mamma. Julia Rustin var kväkare och medlem i Nationell samling för färgades avancemang.
Deras hem fick ofta besök av kända människorättsaktivister, såsom W.E.B. Du Bois och Mary McLeod Bethune. Mormor och dessa besökar gav Rustin en filosofisk och empatisk grund som ledde honom hela livet. Han gick i skola i West Chester High School och utmärkte sig i amerikansk fotboll och sång. Han tog examen med utmärkta betyg och fick stipendium för vidare studier.

### Utbildning
September 1932 anlände Rustin till Ohio och började studera vid Wilberforce University. Han gick med i körsången och utvecklades som tenor. Kören turnerade runt Amerika och han besökte många delstarter. Universitetet hade också militärutbildning som förberedelse till reservofficersutbildning. Med sin kväkarbakgrund ville Rustin inte delta och efter två år lämnade han Wilberforce utan examen. Under dessa år blev han också klar över sin sexuella läggning som gay.
Hösten 1934 började Rustin på Cheyney State Teachers College i närheten av hemmet i West Chester. Cheyney hade liberalare kursplan med etisk och pacifistisk inriktning, vilket tilltalade Rustin.. Efter två år flyttade han till City College of New York och gick med i ett kommunistiskt ungdomsförbund och blev medlem i Vännernas samfund.

### Andra världskriget
Under andra världskriget satt Rustin i fängelse i två år efter att han vägrat registrera sig för militärtjänst. 1948 reste han till Indien för att studera Gandhis filosofi och icke-våldsrörelse.

### Politiskt engagemang
Rustin var en förgrundsgestalt inom den tidiga medborgarrättsrörelsen och var bland annat med och organiserade 1947 års Freedom riders, en manifestation mot de amerikanska sydstaternas segregerade kollektivtrafik. I samband med detta upptäckte han Martin Luther King, vars ledarskap Rustin hjälpte till att förstärka genom Southern Christian Leadership Conference. Rustin introducerade King för principen om icke-våldsamt motstånd, en princip han noga studerat då han jobbat inom Gandhis befrielserörelse i Indien. Rustin blev en av medborgarrörelsens ledande strateger och influerade också många yngre aktivistförmågor, som Tom Kahn och Stokely Carmichael.
1963 organiserade Rustin tillsammans med A. Philip Randolph Marschen till Washington för arbete och frihet - som samlade 250 000 deltagare och som gått till historien för Martin Luther Kings I Have a Dream-tal. 
Rustin var gay och blev tidigt i sitt liv arresterad för sitt homosexuella leverne. Eftersom homosexualitet var kriminaliserat under 60-talet och stigmatiserat under 70-talet, blev Rustins sexualitet kritiserad, även av hans medkämpar inom icke-våld- och medborgarrättsrörelser. Inte sällan blev han kallad "pervers" eller "omoraliskt influerad" av politiska motståndare. För att undvika den sortens attacker kom Rustin att göra väldigt få publika uttalanden. Vanligtvis verkade han istället som rådgivare åt andra medborgarrättsaktivister. Det dröjde fram till 70-talet innan Rustin blev en offentlig talesperson för homosexuellas rättigheter.
Efter den lagstiftningen rörande medborgerliga rättigheter, som trädde i kraft runt åren 1964-1965, kom Rustin att fokusera på arbetet med arbetarklassens ekonomiska problem och arbetslösheten bland afro-amerikaner. Han ansåg att medborgarrättsrörelsen lämnat bakom sig en period av protester, för att nu inleda en era av praktisk politik - i detta politiska arbete ansåg Rustin att den svarta befolkningen borde samarbeta med arbetarrörelsen. 1965 utsågs han till ledare för den avdelning av fackföreningen AFL-CIO, A. Philip Randolph Institute, som i synnerhet jobbade med afro-amerikanska arbetares rättigheter. 1972 valdes han till hedersordförande för det amerikanska socialistpartiet, precis innan partiet ändrade namn till Social Democrats. Rustin kom att stanna som partiledare fram till 70-talets slut.

### Senare år
Under 70- och 80-talet jobbade Rustin med ett flertal humanitära hjälpprojekt, till exempel för att omhänderta kambodjanska och vietnamesiska flyktingar. Vid sin död 1987 befann sig Rustin på Haiti i ett biståndsuppdrag.

## Eftermäle
2013 tilldelades han postumt Frihetsmedaljen av Barack Obama. Detta är den högsta utmärkelsen en civil person i USA kan få.